# Đỗ Mạnh Hiến
Đỗ Mạnh Hiến (sinh ngày 10 tháng 11 năm 1969) là chính trị gia nước Cộng hòa xã hội chủ nghĩa Việt Nam. Ông hiện là Phó Bí thư thường trực Thành ủy Hải Phòng, Đại biểu Quốc hội Việt Nam khóa XV từ Hải Phòng. Ông nguyên là Chủ nhiệm Ủy ban Kiểm tra Thành ủy Hải Phòng; Ủy viên Ban Chấp hành Tổng Liên đoàn Lao động Việt Nam, Chủ tịch Liên đoàn Lao động thành phố Hải Phòng; Bí thư Huyện ủy huyện Kiến Thụy, Hải Phòng; Ủy viên Ban Thường vụ Trung ương Đoàn Thanh niên Cộng sản Hồ Chí Minh, Bí thư Thành đoàn Hải Phòng.
Đỗ Mạnh Hiến là Đảng viên Đảng Cộng sản Việt Nam, học vị Cử nhân Thanh vận, Hành chính, Luật học, Thạc sĩ Chính trị học. Ông là chính trị gia xuất phát từ công tác thanh niên tại Hải Phòng.

## Xuất thân và giáo dục
Đỗ Mạnh Hiến, tên khai sinh là Đỗ Văn Hiến sinh ngày 10 tháng 11 năm 1969 ở xã Đặng Cương, huyện An Dương, thành phố Hải Phòng. Ông lớn lên và tốt nghiệp 12/12 ở quê nhà. Tháng 8 năm 1986, ông lên thủ đô Hà Nội, theo học Học viện Thanh Thiếu niên Việt Nam, là Cử nhân chuyên ngành Thanh vận về công tác thanh niên vào tháng 8 năm 1990. Trong thời gian theo học đại học, ông được kết nạp Đảng Cộng sản Việt Nam vào ngày 25 tháng 6 năm 1990, trở thành đảng viên chính thức vào ngày 25 tháng 6 năm 1991. Năm 1992, Đỗ Mạnh Hiến theo học khóa đại học tại chức ở Trường Đại học Luật Hà Nội, nhận bằng Cử nhân Luật vào năm 1995, học thêm khóa tại chức tại Học viện Hành chính và nhận bằng Cử nhân Hành chính năm 1998. Năm 2003, ông theo học lớp cử nhân ngành chính trị, nhận bằng Cử nhân Chính trị rồi tiếp tục học cao học khóa 14 đều tại Học viện Chính trị Quốc gia Hồ Chí Minh, là Thạc sĩ Chính trị học từ năm 2009.

## Sự nghiệp

### Công tác thanh niên
Tháng 9 năm 1990, sau khi tốt nghiệp đại học chuyên ngành nghiệp vụ công tác thanh niên, Đỗ Mạnh Hiến trở về Hải Phòng, bắt đầu sự nghiệp của mình với vị trí Cán bộ Đoàn Thanh niên Cộng sản Hồ Chí Minh quận Hồng Bàng, Hải Phòng. Tháng 4 năm 1991, ông được điều chuyển sang phường Minh Khai, quận Hồng Bàng, vị trí Thường trực Đảng ủy, Bí thư Đoàn phường Minh Khai, Đại biểu Hội đồng nhân dân phường Minh Khai. Tháng 4 năm 1995, ông được bầu làm Bí thư Quận đoàn Hồng Bàng đồng thời là Ủy viên Quận ủy, Ủy viên Ban Thường vụ Thành đoàn Hải Phòng. Tháng 8 năm 1998, ông được điều lên Thành đoàn Hải Phòng, nhậm chức Trưởng ban Tổ chức Thành đoàn. Tháng 6 năm 2005, ông nhậm chức Phó Bí thư Thành đoàn, sau đó được phân công làm Chủ tịch Hội đồng Đội, Chủ tịch Hội Sinh viên Việt Nam thành phố Hải Phòng, Ủy viên Ban Thư ký Trung ương Hội Sinh viên Việt Nam, kiêm Trưởng ban Tổ chức, Trưởng ban Thiếu nhi, Trường học Thành đoàn, Chủ nhiệm Ủy ban Kiểm tra Đảng ủy Thành đoàn Hải Phòng.
Tháng 5 năm 2005, tại Đại hội Đảng bộ Hải Phòng lần thứ 13, Đỗ Mạnh Hiến được bầu vào Ban Chấp hành Thành ủy khóa XIII, sau đó được bầu làm Bí thư Thành đoàn Hải Phòng, bầu bổ sung làm Ủy viên Ban Thường vụ Trung ương Đoàn Thanh niên Cộng sản Hồ Chí Minh khóa VIII. Ông cũng kiêm nhiệm làm Chủ tịch Hội Liên hiệp Thanh niên, Bí thư Đảng ủy cơ quan Thành đoàn Hải Phòng. Tính đến 2010, ông có gần 25 năm công tác thanh niên trong sự nghiệp của mình.

### Hải Phòng
Tháng 5 năm 2010, tại Đại hội Đảng bộ Hải Phòng lần thứ 14, Đỗ Mạnh Hiến tái đắc cử Thành ủy viên, được Thành ủy Hải Phòng điều về huyện Kiến Thụy, vào Ban Thường vụ Huyện ủy, nhậm chức Bí thư Huyện ủy Kiến Thụy. Giai đoạn này, ông là Đại biểu Hội đồng nhân dân thành phố khóa XIV, kiêm nhiệm Phó Trưởng ban Pháp chế Hội đồng nhân dân thành phố. Tháng 10 năm 2012, ông được chuyển chức sang làm Bí thư Đảng đoàn, Chủ tịch Liên đoàn Lao động thành phố Hải Phòng, Ủy viên Ban Chấp hành Tổng Liên đoàn Lao động Việt Nam. Tháng 10 năm 2015, tại Đại hội Đảng bộ Hải Phòng lần thứ 15, ông tái đắc cử Thành ủy viên, được bầu vào Ban Thường vụ Thành ủy, giữ chức Chủ nhiệm Ủy ban Kiểm tra Thành ủy Hải Phòng. Ông tiếp tục là Đại biểu Hội đồng nhân dân thành phố khóa XV, Trưởng ban Đô thị Hội đồng nhân dân thành phố Hải Phòng. Tháng 10 năm 2020, tại Đại hội Đảng bộ Hải Phòng lần thứ 16, Đỗ Mạnh Hiến tiếp tục là Thường vụ Thành ủy, giữ chức Phó Bí thư thường trực Thành ủy Hải Phòng từ ngày 13 tháng 11 năm 2020.
Vào ngày 5 tháng 1 năm 2023, Bí thư Thành ủy Hải Phòng Trần Lưu Quang được phê chuẩn đề nghị bổ nhiệm làm Phó Thủ tướng Chính phủ, sau đó 2 ngày vào ngày 7 tháng 1, Đỗ Mạnh Hiển với chức vụ là Phó Bí thư thường trực Thành ủy được được Bộ Chính trị phân công phụ trách điều hành Thành ủy Hải Phòng cho đến khi kiện toàn chức vụ Bí thư Thành ủy.

### Đại biểu Quốc hội
Tháng 4 năm 2021, Đỗ Mạnh Hiến ứng cử Đại biểu Quốc hội Việt Nam, thuộc nhóm Đảng, Chính quyền Hải Phòng. Ông là ứng cử viên của đơn vị bầu cử số ba, gồm các quận huyện Kiến An, Dương Kinh, An Lão, Tiên Lãng, Vĩnh Bảo. Ông đã trúng cử với tỷ lệ 97,17%, trở thành Đại biểu Quốc hội khóa XV nhiệm kỳ 2021 – 2026 từ Hải Phòng.